# Biosynthèse

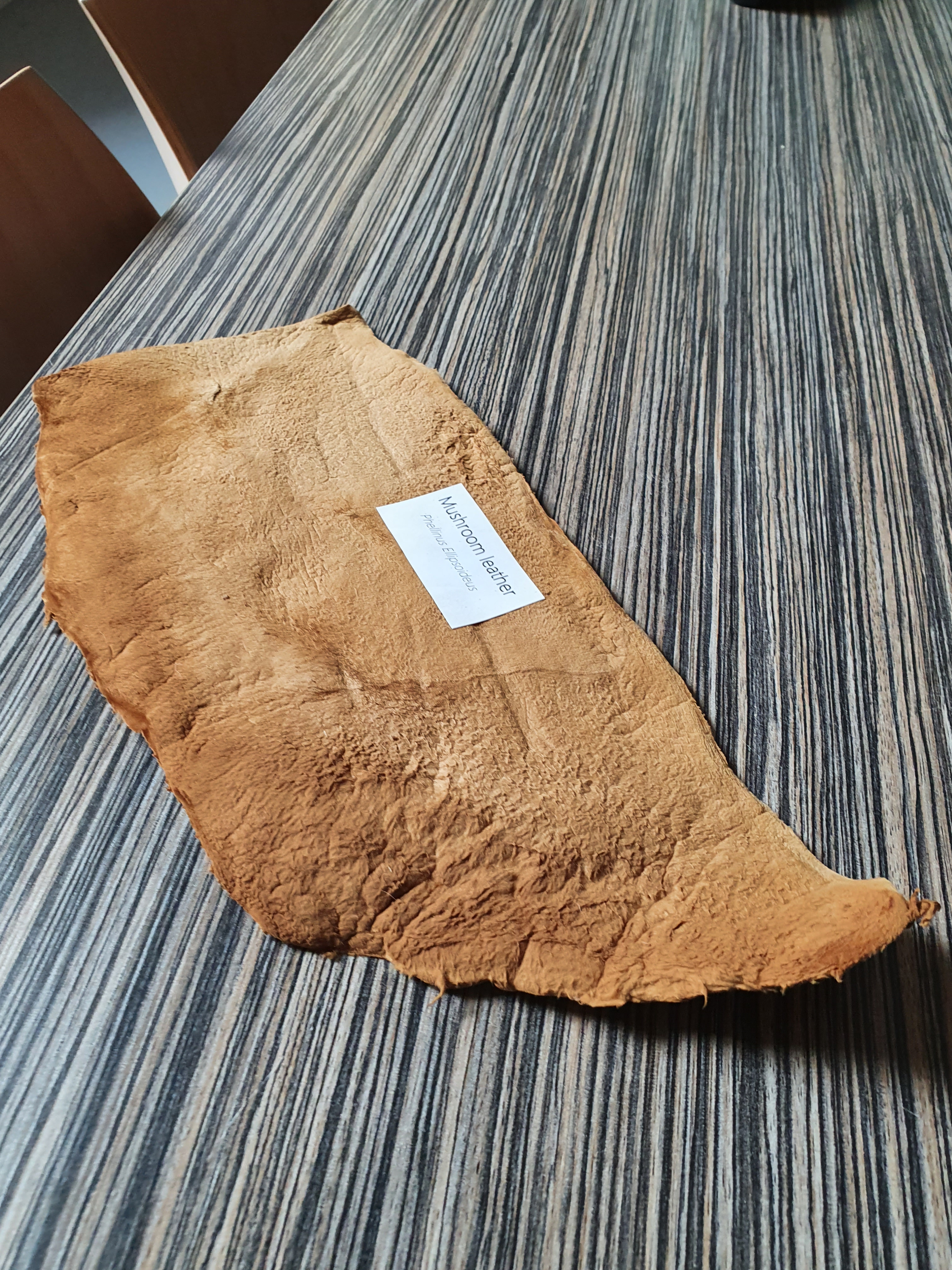
Cuir de champignon, produit d'une biosynthèse

La biosynthèse est la formation de substances par un être vivant ou son symbiote, dans son milieu interne ou dans les excrêtats que sont le mucus, les coquilles des œufs ou des mollusques, l’écorce, etc.
Elle intéresse les chimistes et les biotechnologistes qui découvrent dans les cellules ou les organismes de nouveaux moyens, moins polluants ou moins énergivores, de produire des molécules complexes.
La pharmacochimie étudie les substances biosynthétisées susceptibles d'avoir un intérêt industriel, médical et commercial, en particulier en milieu tropical où la biodiversité est la plus élevée et ces substances les plus nombreuses.
Elle intéresse aussi architectes et prospectivistes qui imaginent faire produire des biomatériaux ; biomimétiquement ou par des organismes (bactéries, coraux) susceptibles de pouvoir jouer le rôle de puits de carbone. De nombreux animaux peuvent synthétiser le CaCO3 que l'on retrouve dans les os, les coquilles, les coraux ou encore les récifs coralligènes. Certains organismes produisent des matériaux très résistants : le fil de toile d'araignée est aussi solide que de l'acier à épaisseur égale, la coquille du lambi est quasiment incassable. ou des formes complexes ou fonctionnelles qui inspirent la bionique.